# Mabel Gayová
Mabel Gay Tamayo (* 5. května 1983, Santiago de Cuba) je kubánská atletka, reprezentantka v trojskoku.

## Kariéra
První úspěch zaznamenala v roce 1999 na mistrovství světa do 17 let v Bydhošti, kde získala zlatou medaili. O rok později skončila čtvrtá na juniorském mistrovství světa v Santiago de Chile. V roce 2002 v Kingstonu již získala na mistrovství světa juniorů zlatou medaili. Na světovém šampionátu v Paříži 2003 se umístila ve finále na pátém místě (14,52 m). V témž roce získala zlato na Panamerických hrách v Santo Domingu. Na halovém MS 2004 v Budapešti skončila devátá. O tři roky později vybojovala na Panamerických hrách v brazilském Rio de Janeiru bronz.
Reprezentovala na letních olympijských hrách v Pekingu. Její kvalifikační skok 14,09 m však na postup do finále nestačil. V roce 2009 získala na mistrovství světa v Berlíně stříbrnou medaili (14,61 m). Ve finále prohrála jen s krajankou Yargelis Savigneovou. Později zvítězila výkonem 14,62 m na světovém atletickém finále v Soluni. V roce 2010 skončila na halovém MS v katarském Dauhá na pátém místě.

## Osobní rekordy
- hala – 14,57 m – 5. březen 2004, Budapešť
- venku – 14,66 m – 8. březen 2007, Havana